# Paolo Valeri
Paolo Valeri (Rome, 16 mei 1978) is een Italiaans voetbalscheidsrechter. Hij is in dienst van FIFA en UEFA sinds 2011. Ook leidt hij wedstrijden in de Serie A.
Op 23 december 2007 leidde Valeri zijn eerste wedstrijd in de Italiaanse eerste divisie. De wedstrijd tussen Udinese en Empoli eindigde in een 2–2 gelijkspel. Hij gaf in dit duel vijf gele kaarten, waarvan twee aan dezelfde speler. Vier jaar later, op 13 juli 2011, floot de scheidsrechter zijn eerste wedstrijd in de UEFA Champions League. Maccabi Haifa en Borac Banja Luka troffen elkaar in de tweede ronde (5–1). In dit duel deelde de Italiaanse leidsman vier gele kaarten uit. Zijn eerste wedstrijd in de UEFA Europa League volgde op 9 augustus 2012, toen in de derde ronde Marítimo met 0–0 gelijkspeelde tegen Asteras Tripolis. Valeri gaf in dit duel zesmaal een gele kaart aan een speler en eenmaal een rode.
In mei 2022 werd hij gekozen als een van de videoscheidsrechters die actief zouden zijn op het WK 2022 in Qatar. In april 2024 werd hij ook in deze rol gekozen voor het EK 2024 in Duitsland.

## Interlands
| Datum             | Plaats                  | Wedstrijd                 | Uitslag | Competitie           | Kreeg geel | Kreeg voor de tweede keer geel en dus rood | Weggestuurd |
| ----------------- | ----------------------- | ------------------------- | ------- | -------------------- | ---------- | ------------------------------------------ | ----------- |
| 29 februari 2012  | Klagenfurt, Oostenrijk  | Oostenrijk – Finland      | 3 – 1   | Vriendschappelijk    | 2          | 0                                          | 0           |
| 17 november 2015  | Istanboel, Turkije      | Turkije – Griekenland     | 0 – 0   | Vriendschappelijk    | 0          | 0                                          | 0           |
| 25 mei 2016       | Como, Italië            | Congo-Kinshasa – Roemenië | 1 – 1   | Vriendschappelijk    | 0          | 0                                          | 0           |
| 15 november 2016  | Boedapest, Hongarije    | Hongarije – Zweden        | 0 – 2   | Vriendschappelijk    | 2          | 0                                          | 0           |
| 19 maart 2017     | Serravalle, San Marino  | San Marino – Moldavië     | 0 – 2   | Vriendschappelijk    | 0          | 0                                          | 0           |
| 10 september 2018 | Dnipro, Oekraïne        | Oekraïne – Nigeria        | 0 – 2   | Vriendschappelijk    | 1          | 0                                          | 0           |
| 15 oktober 2019   | Gibraltar               | Gibraltar – Georgië       | 2 – 3   | EK 2020 kwalificatie | 3          | 0                                          | 0           |
| 19 november 2019  | Skopje, Noord-Macedonië | Noord-Macedonië – Israël  | 1 – 0   | EK 2020 kwalificatie | 6          | 0                                          | 0           |
| 7 oktober 2020    | Lissabon, Portugal      | Portugal – Spanje         | 0 – 0   | Vriendschappelijk    | 2          | 0                                          | 0           |

Laatst bijgewerkt op 20 mei 2022.